# 勒贝格点
在數學的實分析中，一個函數f的定義域上的一點，稱為勒貝格(Lebesgue)點，大約是指在該點附近可以取任意小的鄰域，使得f在這鄰域上的平均，非常接近f在該點的值。

## 定義
若{\displaystyle \mu }是{\displaystyle \mathbb {R} ^{n}}上的拉东测度，{\displaystyle f:\mathbb {R} ^{n}\to \mathbb {R} }，{\displaystyle 1\leq p<\infty }，{\displaystyle f\in L_{\mathrm {loc} }^{p}(\mathbb {R} ^{n},\mu )}，即{\displaystyle |f|^{p}}是局部可積函數，那么若点{\displaystyle x}适合
{\displaystyle \lim _{r\to 0+}{\frac {1}{\mu (B(x,r))}}\int _{B(x,r)}|f-f(x)|^{p}\mathrm {d} \mu =0}，
则稱{\displaystyle x}是勒贝格点。（其中{\displaystyle B(x,r)}是以x为中心，r为半径的閉球。）勒貝格微分定理證明了在{\displaystyle \mathbb {R} ^{n}}中，勒贝格点是{\displaystyle \mu }几乎处处的。